# Luciakapelle (Erbringen)

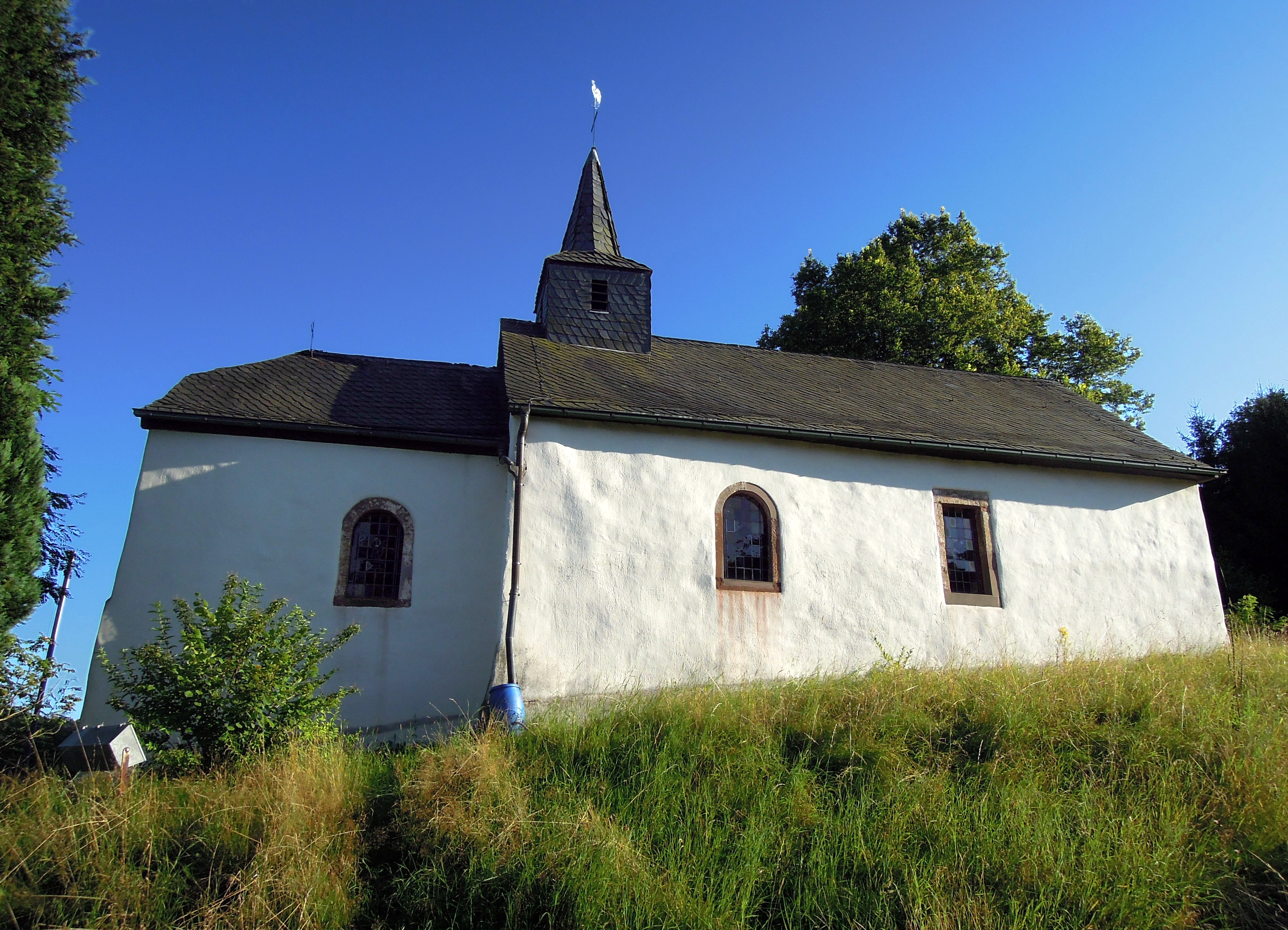
Blick auf die Nordseite der Kirche

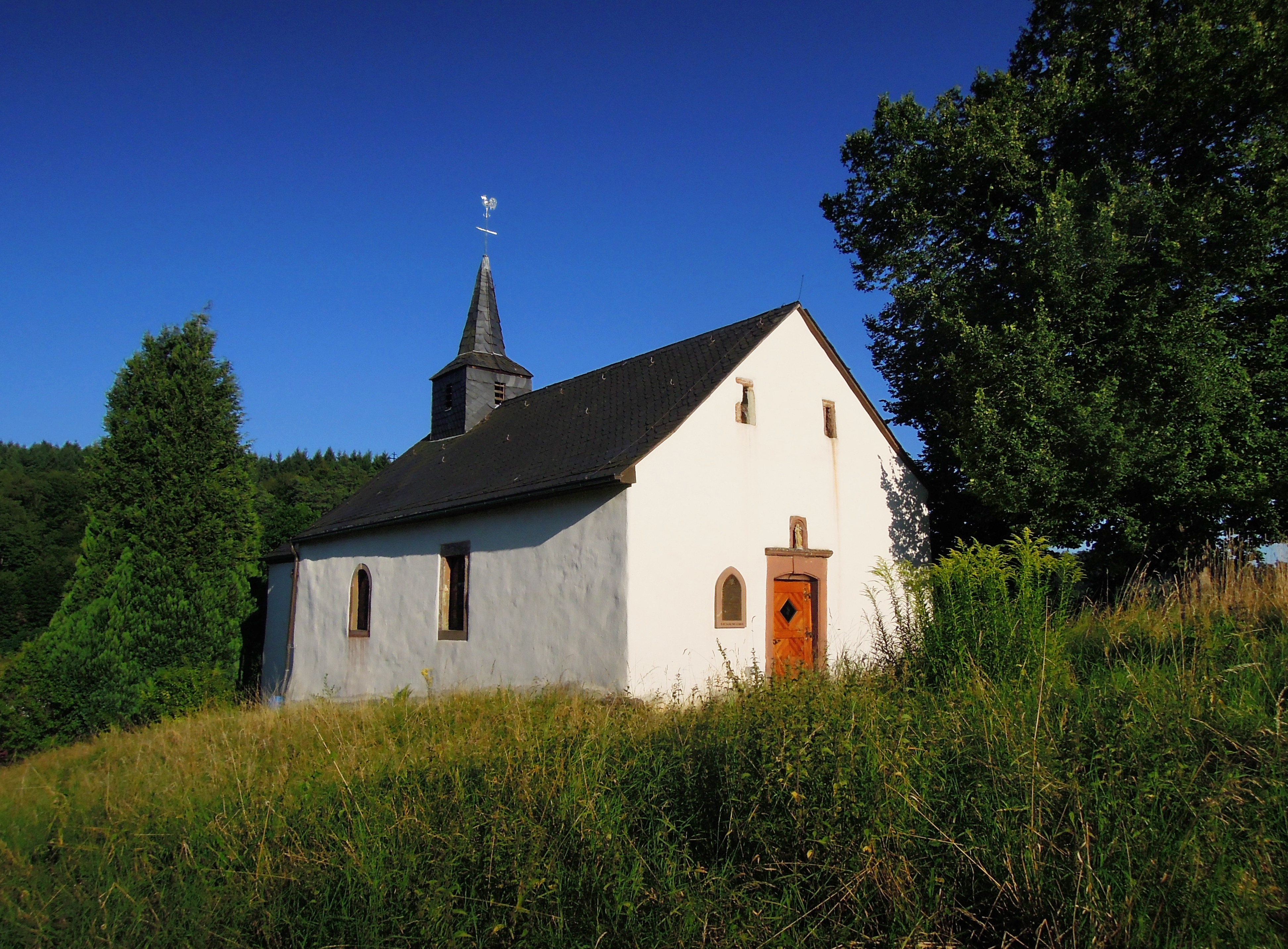
Eingangsbereich

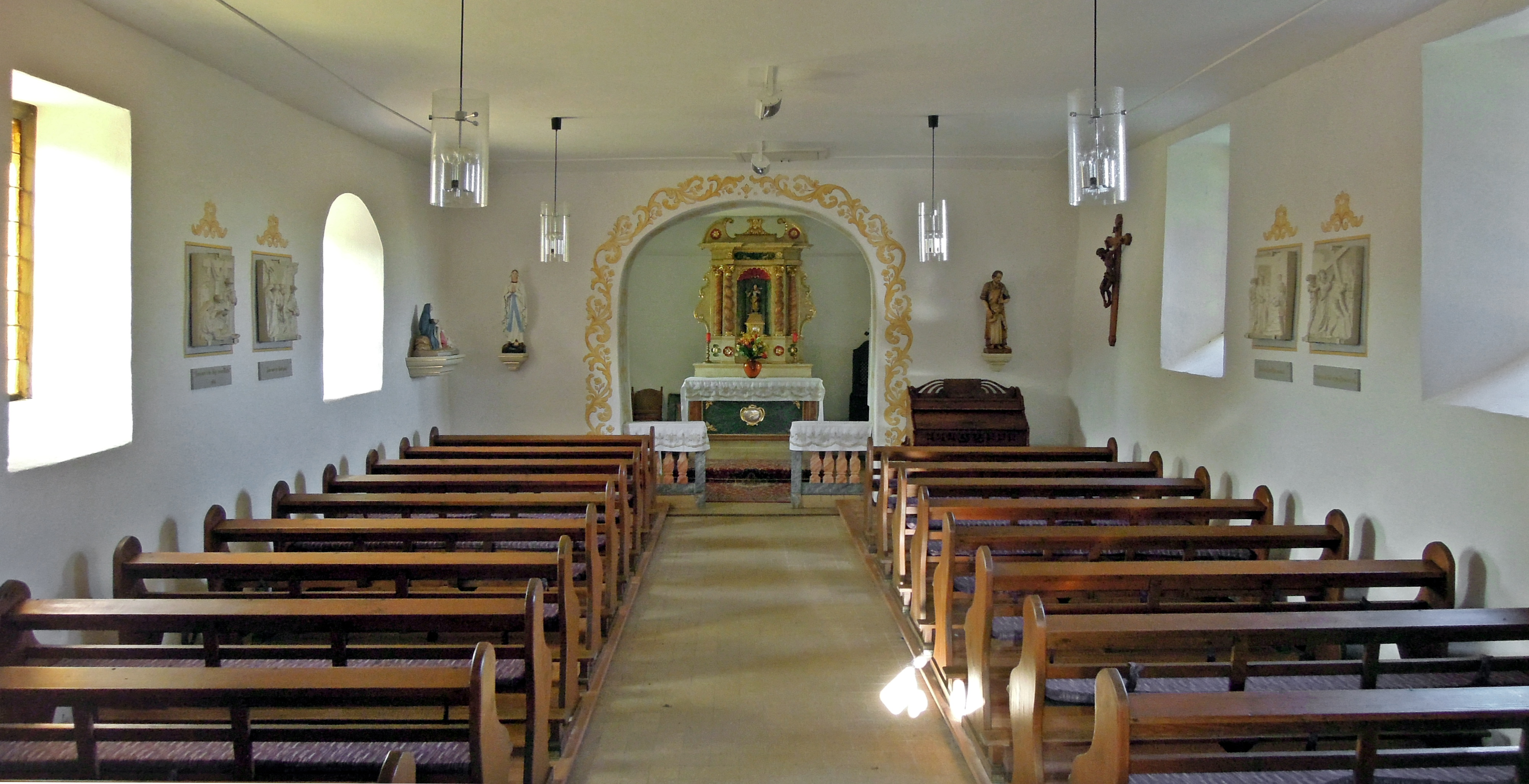
Innenraum mit Chor und Barockaltar

Die Luciakapelle ist eine römisch-katholische Filialkirche im Beckinger Ortsteil Erbringen. Sie steht als Einzeldenkmal unter Denkmalschutz. Die Kapelle ist der heiligen Lucia von Syrakus geweiht.

## Geschichte
Die frühe Geschichte der Kapelle ist unbekannt. Vermutet wird ein Bau aus der Zeit des 11. Jahrhunderts. Im 15. Jahrhundert erfolgte ein Neubau. 1770 bis 1772 wurde an den kleinen Andachtsraum ein Saal angebaut, die alte Kapelle wurde zum Chor. Im 20. Jahrhundert wurde die Kapelle innen und außen mehrfach restauriert, zuletzt in den Jahren 1997 bis 2000 Restaurierung.

## Architektur
Der kleine Saalbau wird im Osten von einem quadratischen Chor abgeschlossen. Der enge Durchgang der Chorwand ist mit Rankwerk bemalt. Im Chor ist je ein rundbogiges Fenster auf den Längsseiten vorhanden, im Saal selbst je ein rundbogiges und ein hochrechteckiges Buntglasfenster. In der Nische über der schweren Holztür findet sich eine Luciafigur, darüber im Giebelbereich zwei sehr schmale Fensterchen. Auf dem geschieferten Dach sitzt ein quadratischer Dachreiter.

## Ausstattung

### Altar
Zur Kirchenausstattung gehört ein Barockaltar aus dem 17. Jahrhundert, der aus der Abtei Mettlach stammt. Gefertigt wurde der Altar wie einige andere im Haustadter Tal (z. B. in der Marcelluskapelle) von einem eingewanderten Tiroler Holzschnitzer. Die Figur der heiligen Lucia wurde 1976 aus dem Altar gestohlen. 1937 erwarb die Kirchengemeinde mehrere Terracotta-Kreuzwegstationen von der Firma Villeroy & Boch.

### Glocken
Die Glocke der Kirche musste 1939 an die Nationalsozialisten als Rohstoffmaterial angeliefert werden. erst 1950 bekam die Kapelle eine neue Glocke.